# Municípios da Espanha

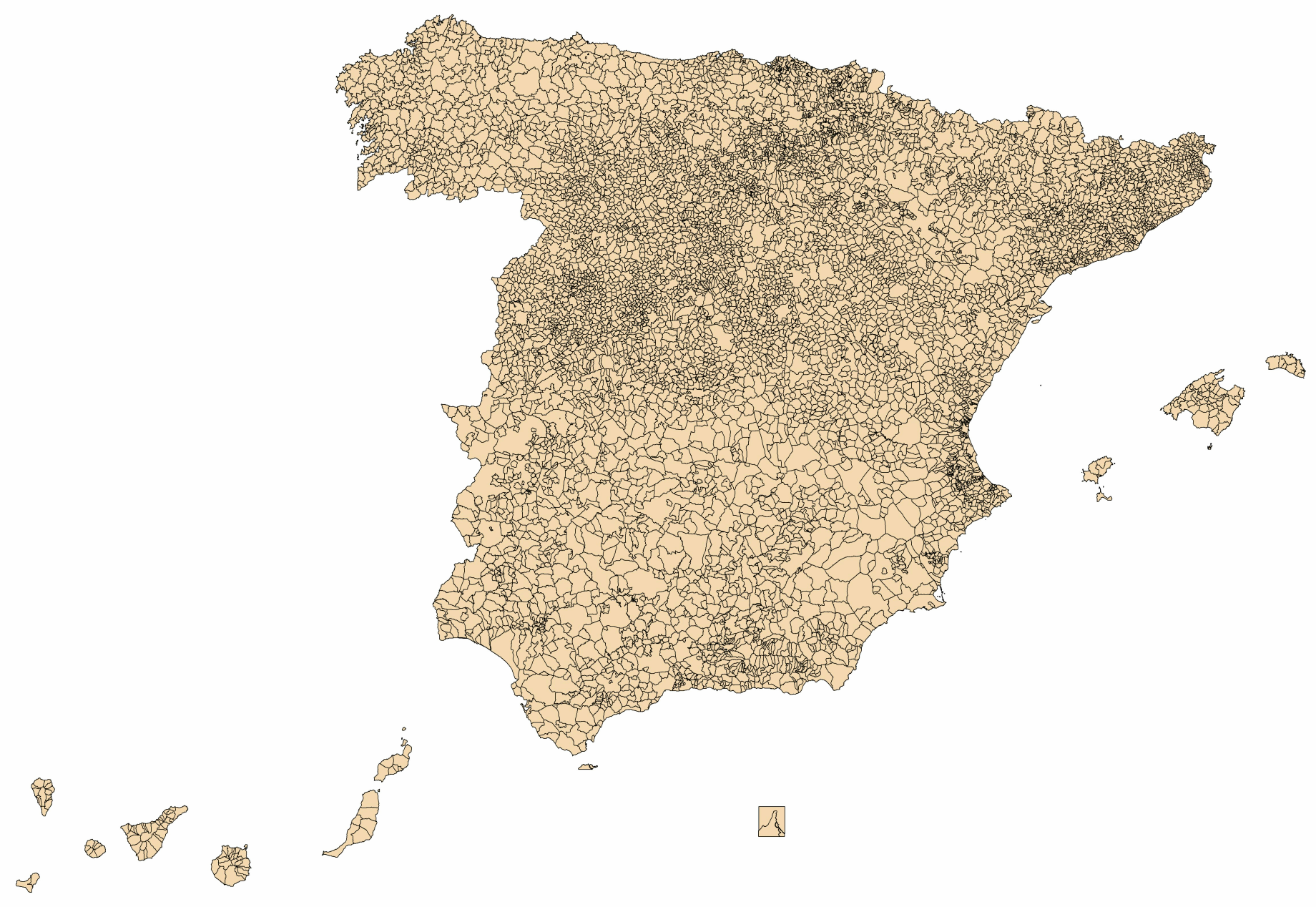
Mapa mostrando os municípios.

Os municípios da Espanha (em castelhano:  municipios), 8131 no total, são o nível básico de governo local espanhol. Cada município faz parte de uma província (cinquenta no total), que por sua vez faz parte ou a totalidade de uma comunidade autónoma (dezessete no total): algumas comunidades autónomas têm subdivisões suplementares de segundo nível, tais como comarcas ou mancomunidades. A média da população de um município é de cerca de 5300, mas este valor encobre um enorme intervalo: o município mais populoso é a cidade espanhola de Madrid, com uma população de 3.016.788 (2002), enquanto vários municípios rurais têm menos de dez habitantes (por exemplo, Villarroya (La Rioja), população 11 em 2006). A área do território municipal (Espanhol: término municipal) geralmente varia entre 2 a 40 km ², embora municípios, como Tremp (Lleida) cobrem mais de 300 km².
A organização dos municípios é regida pela Lei de 2 de abril de 1985, completado pelo decreto de Lei real de 18 de abril de 1986. O Estatuto de Autonomia das várias comunidades autónomas também contém disposição relativa às relações entre os municípios e os governos autónomos. Em geral, os municípios gozam de um elevado grau de autonomia nos seus assuntos locais: muitas das funções das comarcas e províncias são realmente feitas pelo município.
Cada município contém uma corporação e tem uma personalidade jurídica independente: seu órgão de governo é chamado de ayuntamiento, um termo que muitas vezes também é usado para se referir aos escritórios municipais ou "Câmara Municipal". O ayuntamiento é composto pelo prefeito, pelo vice-prefeito e pela assembleia dos vereadores. O prefeito e o vice-prefeito são eleitos pela assembleia, e quem compõe a assembleia é eleito por sufrágio universal, e a eleição destes ocorre de quatro em quatro anos.
A assembleia deverá reunir-se a pelo menos uma vez a cada seis meses, em público e na sede do ayuntamiento. Muitos ayuntamientos também têm uma comissão de governo, nomeada pelo prefeito e pelos vereadores, a qual é obrigatória para municípios com mais de 5000 habitantes. A comissão de governo tem a função de auxiliar o prefeito nas reuniões da assembleia e não pode incluir mais de um terço dos vereadores.

## Tradução dos termos
| Português (pt/br)                       | Galego              | Catalão / Valenciano | Castelhana           | Basco                  |
| --------------------------------------- | ------------------- | -------------------- | -------------------- | ---------------------- |
| Município                               | Municipio           | Municipi             | Municipio            | Udalerri               |
| Concelho/Prefeitura                     | Concello            | Ajuntament           | Ayuntamiento         | Udal                   |
| Presidente da Câmara Municipal/Prefeito | Alcalde             | Alcalde ou Batlle    | Alcalde              | Alkate                 |
| Vereador/Vice-prefeito                  | Tenente de alcalde  | Tinent d'alcalde     | Teniente de alcalde  | Alkateordea            |
| Comissão de governo                     | Comisión de goberno | Comissió de govern   | Comisión de gobierno | Herrizaintza batzordea |
| Assembleia                              | Pleno               | Ple                  | Pleno                | Pleno ou Osoko bilkura |
| Vereador                                | Concelleiro         | Regidor              | Concejal             | Zinegotzi              |